# Cano mac Accidán et Cano mac Gartnait
 Cano mac Accidán et Cano mac Gartnait (floruit VIIe siècle), sont peut-être deux individus fils de deux dynastes pictes issus de la famille royale du Dal Riata confondus l'un avec l'autre.

## Origine hypothétique
Cano mac Accidán, fait partie des membres les plus actifs de la lignée royale du Cenél nGartnait. Sa famille appartenait ou était étroitement liée à une lignée de dynastes pictes : Drust, expulsé de la royauté picte en 672, et Talorgg mac Acithaen (mort en 686) qui portent tous deux des noms pictes, étaient peut-être ses oncles. Il peut probablement être identifié comme un fils de Gartnait, fils d'Accidán et le frère de Iarnbald (brulé en 644), dont les partisans se seraient opposés à la lignée dirigeante du Dál Riata le Cenél nGabráin en 649 . Après une révolte ultérieure, Cano se réfugie en Irlande.
Le second Cano fils de Gartnait est issu du Cenél nGabráin comme fils du roi des Pictes Gartnait II, lui-même fils du puissant roi Dál Riata, Áedán mac Gabráin Toutefois, Gartnait, fils d'Áedán, mourut vers 599/604, et son fils Cano eut à son tour un fils, nommé Nechtán, décédé sans doute encore jeune en 621. Ce Cano, petit-fils d'Áedán, semble clairement appartenir à une génération antérieure à celle du dynaste chassé des îles occidentales de l'Écosse .
La paternité de Cano mac Gartnait peut enfin être attribuée au roi picte, issu du Dal Riata Gartnait mac Donuel.

## Dans la littérature
L'expulsion de Cano a inspiré le récit moyen irlandais « Scéla Cano meic Gartnáin (L'histoire de Cano mac Gartnain)». Le personnage central du conte est une création littéraire, mais semble incorporer les identités de deux personnages historiques susmentionnés. Le « Scéla Cano », dont la chronologie est assez confuse, évoque le fils de Gartnait II, roi des Pictes, dont le père était Áedán mac Gabráin. Selon l'histoire, Áedán tue son propre fils Gartnait, mais Cano s'échappe en bateau vers l'Irlande. Il séjourne quelque temps à Tara puis à la cour de Guaire Aidni mac Colmáin, roi du Connacht, où il devient l'amant de la fille de ce dernier Créide, malheureusement mariée à Marcán mac Tommáin (mort en 653) le roi des Uí Maine. À ce titre, il est mentionné dans les « Banshenchas ». Il rentre finalement, en Écosse et devient roi pour quelque temps. Une autre tradition veut que Cano soit marié à Buach, fille d'Illann, fils de Scandlán, roi de Corco Loígde. La mère de son fils Conamail et de sa fille Coblaith demeure inconnue.

## Interprétation
La réalité historique interprétée par le « Scéla Cano » est probablement la rivalité évoquée ci-dessus entre Cenél nGartnait et Cenél nGabráin, qui a conduit aux hostilités en 649. Il n'est pas clairement indiqué que Cano, en tant que jeune homme, a participé ou pas dans ce conflit particulier. Cependant, en 668, après de nouveaux bouleversements, il s'enfuit en Irlande à la tête d'un groupe du « peuple de Skye » . Historiquement, il ne peut pas avoir rencontré à cette occasion, comme le prétend le récit, les rois  Blathmac et Diarmait Ruanaid, fils d' Áed Sláine Uí Néill, car ils étaient morts trois ans plus tôt.
En 670, Cano et ses partisans réussirent à revenir au Dál Riata, mais il semble que les conflits dynastiques ne se soient pas apaisés En 673, son fils Conamail est capturé, apparemment par le Cenél nGabráin . Cano lui-même, selon les Annales, est tué en 687/688. Sa fille Coblaith meurt l'année suivante. Conamail survit jusqu'à son meurtre en 706  Son propre fils, Congus mac Conamail et ses petits-fils Talorc (mort en 734) et Cú Bretan (mort en 740) , jouèrent encore un rôle prééminent dans les relations entre les Scots et les Pictes jusque dans la décennie 730, mais la famille avait échoué dans sa lutte pour conquérir la royauté de Dál Riata. Les descendants ultérieurs de Cano, le Clann Canan (c'est-à-direːClan de Cano), se sont installés en tant qu'aristocratie locale dans le Buchan.

## Sources
- (en) J.P.M. Calise, Pictish Sourcebook, Documents of Medieval Legend and Dark Age History, Londres, Greenwood Press, 2002, 365 p. (ISBN 0313322953), p. 194 Cano f.Gartnait
- (en) James E. Fraser, From Caledonia to Pictland, Scotland to 795, Edinburgh, Edinburgh University Press, coll. « The New Edinburgh History of Scotland » (no 1), 2009, 436 p. (ISBN 978-0-7486-1232-1), p. 204-6,242,250,252 & p. 204 Table 8.1 Cenél nGartnait ; p. 250 Table 9.3 Cenél Gabráin and Cenél nGartnait (672-706)